# 백종헌 (1962년)
백종헌(白宗憲, 1962년 12월 23일~)은 대한민국의 정치인이다. 제21·22대 국회의원이다.

## 학력
- 명륜국민학교 졸업
- 동해중학교 졸업
- 브니엘고등학교 졸업
- 부산산업대 화학과 학사

### 비학위 수료
- 부산대학교 대학원 환경학과 공학 석사
- 부산대학교 대학원 도시계획학과 공학 석사

## 경력
- ㈜백산금속 대표이사
- 한국한마음등불회 부회장
- 새마을금고 부산시지부 지회장
- 부산경호고등학교 명예 이사장
- 부산장애인총연합회 금정구지부 후원회장
- 한국자유총연맹 금정구지부 부지부장
- 2002. 6. 13. 제3회 전국동시지방선거 당선[부산광역시의원(부산 금정구 제1선거구), 한나라당, 초선]
- 2002. 7.~2006. 6. 제4대 부산광역시의회 의원(민선 3기, 부산 금정구 제1선거구, 한나라당, 초선)
- 2006. 5. 31. 제4회 전국동시지방선거 당선[부산광역시의원(부산 금정구 제1선거구), 한나라당, 재선]
- 2006. 7.~2010. 6. 제5대 [[부산광역시의회0] 의원(민선 4기, 부산 금정구 제1선거구, 한나라당, 재선)
- 2010. 6. 2. 제5회 전국동시지방선거 당선[부산광역시의원(부산 금정구 제1선거구), 한나라당, 3선]
- 2010. 7.~2014. 6. 제6대 부산광역시의회 의원(민선 5기, 부산 금정구 제1선거구, 한나라당→새누리당, 3선)
- 2010. 7.~2012. 7. 제6대 부산광역시의회 전반기 부의장
- 2012. 7.~2014. 6. 제6대 부산광역시의회 후반기 부의장
- 2014. 6. 4. 제6회 전국동시지방선거 당선[부산광역시의원(금정구 제1선거구), 새누리당, 4선]
- 2014. 7.~2018. 6. 제7대 부산광역시의회 의원(민선 7기, 부산 금정구 제1선거구, 새누리당→자유한국당, 4선)
- 2014. 7.~2016. 7. 제7대 부산광역시의회 전반기 새누리당 원내대표
- 2016. 7.~2018. 6. 제7대 부산광역시의회 후반기 의장
- 2016. 8.~2017. 8. 제15대 전국시도의회의장협의회 전반기 수석부회장
- 2017. 8.~2018. 6. 제15대 전국시도의회의장협의회 후반기 회원 겸 정책위원
- 2017. 12.~2018. 1. 자유한국당 부산광역시당 금정구 당원협의회 위원장
- 2020. 2.~2020. 9. 미래통합당 부산광역시당 금정구 당원협의회 위원장
- 2020. 4. 15. 대한민국 제21대 국회의원 선거 당선(부산 금정구, 미래통합당, 초선)
- 2020. 9.~ 국민의힘 부산광역시당 금정구 당원협의회 위원장
- 2021. 3.~2021. 4. 2021년 재보궐선거 국민의힘 부산광역시당 부산광역시장 보궐선거 선거대책위원회 총괄본부장
- 2021. 5. 국민의힘 코로나 백신 문제 해결을 위한 태스크 포스 위원
- 2021. 7. 국민의힘 정책조정위원회 제5정조부위원장
- 2021. 7.~2022. 7. 국민의힘 부산광역시당 위원장
- 2021. 12. 국민의힘 지역균형발전특별위원회 위원
- 2022. 1.~2022. 3. 제20대 대통령 선거 국민의힘 부산 살리는 선거대책위원회 선거대책본부장 겸 코로나19대책특별위원장
- 2022. 3.~2022. 5. 제8회 전국동시지방선거 국민의힘 부산광역시당 공천관리위원회 위원장
- 2022. 5.~2022. 6. 제8회 전국동시지방선거 국민의힘 부산 선거대책위원회 총괄선대본부장
- 2022. 9. 국민의힘 규제개혁추진단 위원
- 2023. 4.~2024. 4. 국민의힘 원내부대표
- 2023. 10. 대한적십자사 전국대의원총회 대의원
- 2024. 3.~2024. 4. 제22대 국회의원 선거 국민의힘 부산광역시당 선거대책위원회 조직총괄본부장
- 2024. 4.~2024. 5. 국민의힘 원내대표 선출을 위한 선거관리위원회 위원
- 2024. 4. 10. 대한민국 제22대 국회의원 선거 당선(부산 금정구, 국민의힘, 재선)
- 2024. 9.~2024. 10.: 2024년 하반기 재보궐선거 국민의힘 부산광역시당 부산광역시 금정구청장 보궐선거 선거대책위원회 총괄선대본부장
- 2024. 9.~: 국민의힘 호남동행 국회의원 발대식 명예의원(전북특별자치도 남원시)
- 2024. 12.~: 국민의힘 제주공항 여객기 사고 수습 TF 위원
- 2025. 4.~2025. 4.: 국민의힘 홍준표 제21대 대통령 선거 경선후보 무대홍 캠프 보건복지총괄본부장
- 2025. 5.~2025. 6.: 제21대 대통령 선거 국민의힘 김문수 대통령 후보 부산 선거대책위원회 조직총괄본부장

### 당적
- 2008. 3. 19. 한나라당 탈당
- 2009. 2. 2. 한나라당 복당
- 2018. 5. 17. 자유한국당 탈당
- 2020. 1. 7. 자유한국당 복당
- 2020. 3. 20. 미래통합당 탈당
- 2020. 3. 25. 미래통합당 복당

### 의정 활동
- 2020. 5.~2024. 5. 제21대 국회의원(부산 금정구, 미래통합당→국민의힘, 초선)
  - 2020. 7.~2022. 5. 제21대 국회 전반기 보건복지위원회 위원
  - 2020. 7.~2024. 5. 대한민국 미래혁신포럼 구성의원
  - 2022. 7.~2024. 5. 제21대 국회 후반기 보건복지위원회 위원
    - 제21대 국회 후반기 보건복지위원회 제2법안심사소위원회 위원
    - 제21대 국회 후반기 보건복지위원회 예산결산심사소위원회 위원

  - 2023. 4.~2024. 5. 제21대 국회 후반기 윤리특별위원회 위원
  - 2023. 6.~2023. 11. 제21대 국회 후반기 예산결산특별위원회 위원
  - 2023. 8.~2024. 5. 제21대 국회 후반기 국회운영위원회 위원
- 2024. 5~ 제22대 국회의원(부산 금정구, 국민의힘, 재선)
  - 2024. 5~ 제22대 국회 전반기 보건복지위원회 위원
    - 제22대 국회 전반기 보건복지위원회 법안심사제2소위원회 위원
    - 제22대 국회 전반기 보건복지위원회 청원심사소위원회 위원장

  - 서민금융활성화 및 소상공인지원포럼 구성의원
  - 국회 글로벌외교안보포럼 구성의원
  - 국가혁신전략포럼 구성의원

## 전과
- 소방법위반: 벌금 1,000,000원 - 1992년 4월 10일 선고[1]

## 역대 선거 결과
|  | 0% |

|  | 66.47% |

|  | 62.14% |

|  | 64.44% |

|  | 54.19% |

|  | 56.62% |

## 소속 정당
| 소속 정당 | 소속 정당  | 소속 기간 | 비고      |
| --------- | ---------- | --------- | --------- |
|           | 한나라당   | 2002~2012 | 정계 입문 |
|           | 새누리당   | 2012~2017 | 당명 변경 |
|           | 자유한국당 | 2017~2020 | 당명 변경 |
|           | 미래통합당 | 2020      | 합당      |
|           | 국민의힘   | 2020~현재 | 당명 변경 |

## 같이 보기
- 금정구 (2000년 선거구)
- 부산 금정구의 국회의원